# ヴュルテンベルク君主一覧

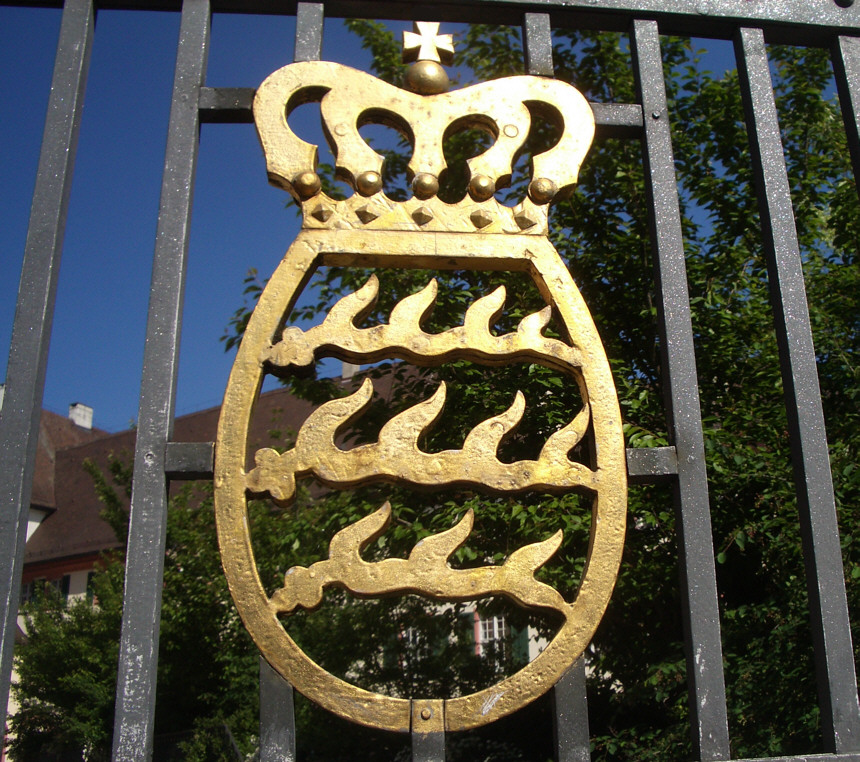
ヴュルテンベルク王家の居住の中心であるドイツのアルツハウゼンの宮殿の門に掲げられた王家の紋章。

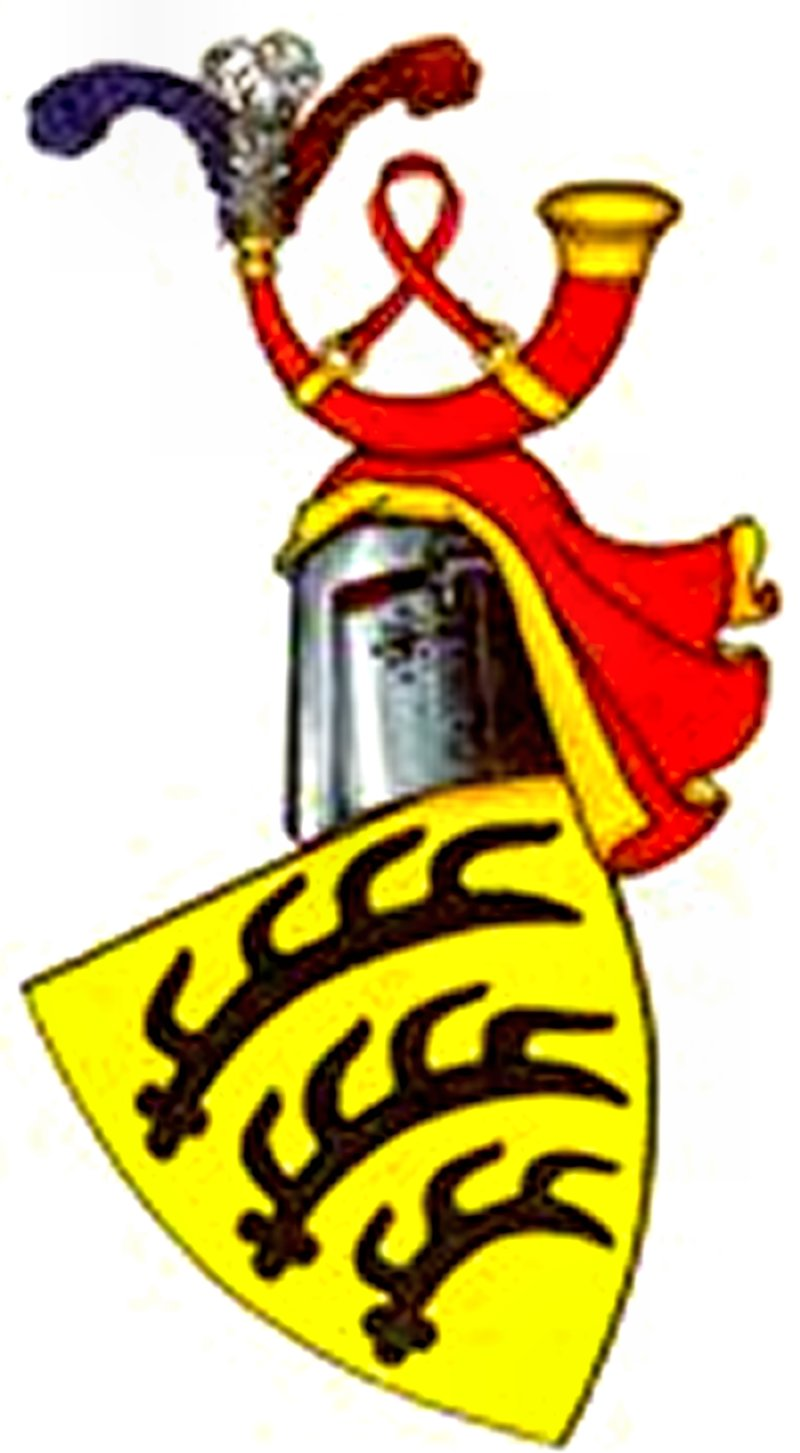
ヴュルテンベルク伯の紋章

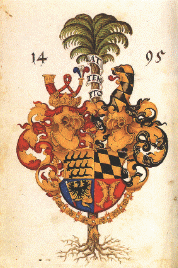
1495年の公国昇格の際にエーバーハルト1世によって採用された紋章。

ヴュルテンベルク君主一覧では、1918年まで続いた伯から王までのドイツ・ヴュルテンベルクの君主を列挙する。

## 1495年までのヴュルテンベルク伯
- コンラート1世（1089年 – 1122年、推定）
- コンラート2世（1110年 - 1143年、推定）
- ルートヴィヒ1世（1143年 - 1158年）
- ルートヴィヒ2世（1166年 - 1181年）
- ハルトマン（1194年 - 1240年）
- ルートヴィヒ3世（1194年 - 1226年）
- ウルリヒ1世（1241年 - 1265年）
- ウルリヒ2世（1265年 - 1279年）
- エーバーハルト1世（1279年 - 1325年）
- ウルリヒ3世（1325年 - 1344年）
- エーバーハルト2世（1344年 - 1392年、1362年以降は単独統治）
  - ウルリヒ4世（共同統治：1344年 - 1362年）
- エーバーハルト3世（1392年 - 1417年）
- エーバーハルト4世（1417年 - 1419年）
- ルートヴィヒ1世（1419年 - 1450年）
- ウルリヒ5世（1419年 - 1442年）　最愛伯と呼ばれた。

ニュルティンゲン条約でヴュルテンベルク伯は、シュトゥットガルトに拠点を置くヴュルテンベルク＝シュトゥットガルト系とウラッハに拠点を置くヴュルテンベルク＝ウラッハ系に分かれた。

### ヴュルテンベルク＝シュトゥットガルト系
- ウルリヒ5世（1442年 - 1480年）
- エーバーハルト6世（1480年 - 1482年）　後のヴュルテンベルク公エーバーハルト2世

### ヴュルテンベルク＝ウラッハ系
- ルートヴィヒ1世（1442年 - 1450年）
- ルートヴィヒ2世（1450年 - 1457年）
- エーバーハルト5世（1457年 - 1495年）

1482年のミュンジンゲン条約の結果、2つの系統はエーバーハルト5世の許で統一された。1495年にエーバーハルトはヴュルテンベルク公に昇爵した。

## ヴュルテンベルク公（1495年から1803年まで）
| 名前                                                             | 開始           | 終了           | 備考 |
| ---------------------------------------------------------------- | -------------- | -------------- | ---- |
| エーバーハルト1世                                                | 1495年         | 1496年2月24日  |      |
| エーバーハルト2世                                                | 1496年2月24日  | 1498年6月11日  |      |
| ウルリヒ                                                         | 1498年6月11日  | 1519年1月      | 退位 |
| 1519年から1534年までヴュルテンベルクはオーストリアに占領された。 |                |                |      |
| ウルリヒ                                                         | 1534年5月      | 1550年11月6日  | 復位 |
| クリストフ                                                       | 1550年11月6日  | 1568年12月28日 |      |
| ルートヴィヒ                                                     | 1568年12月28日 | 1593年8月18日  |      |
| フリードリヒ1世                                                  | 1593年8月18日  | 1608年1月29日  |      |
| ヨハン・フリードリヒ                                             | 1608年1月29日  | 1628年7月18日  |      |
| エーバーハルト3世                                                | 1628年7月18日  | 1674年7月2日   |      |
| ヴィルヘルム・ルートヴィヒ                                       | 1674年7月2日   | 1677年6月23日  |      |
| エーバーハルト・ルートヴィヒ                                     | 1677年6月23日  | 1733年10月31日 |      |
| カール・アレクサンダー                                           | 1733年10月31日 | 1737年3月12日  |      |
| カール・オイゲン                                                 | 1737年3月12日  | 1793年10月24日 |      |
| ルートヴィヒ・オイゲン                                           | 1793年10月24日 | 1795年5月20日  |      |
| フリードリヒ・オイゲン                                           | 1795年5月20日  | 1797年12月23日 |      |
| フリードリヒ3世                                                  | 1797年12月23日 | 1803年2月25日  |      |

1803年にヴュルテンベルク公は選帝侯に昇格した。1806年に帝国は崩壊し、ヴュルテンベルク選帝侯は独立した国王となった。

## ヴュルテンベルク選帝侯（1803年から1805年まで）
| 名前            | 開始          | 終了         | 備考 |
| --------------- | ------------- | ------------ | ---- |
| フリードリヒ3世 | 1803年2月25日 | 1806年1月1日 |      |

## ヴュルテンベルク国王（1806年から1918年まで）
| 名前            | 開始           | 終了           | 備考                                                 |
| --------------- | -------------- | -------------- | ---------------------------------------------------- |
| フリードリヒ1世 | 1806年1月1日   | 1816年10月30日 |                                                      |
| ヴィルヘルム1世 | 1816年10月30日 | 1864年6月25日  |                                                      |
| カール1世       | 1864年6月25日  | 1891年10月6日  | 1871年のドイツ帝国の成立により、その下位に置かれた。 |
| ヴィルヘルム2世 | 1891年10月6日  | 1918年11月29日 |                                                      |

ヴュルテンベルク王国は1918年のドイツ革命で消滅した。
1921年のヴィルヘルム2世の死によって、サリカ法典下で男子の相続人が絶えたため、祖先のフリードリヒ2世オイゲンまで遡る必要に迫られた。ウラッハ公系は貴賎結婚により除外され、アルツハウゼン系が継承することになった。
フリードリヒ2世オイゲンの他の貴賎結婚による子孫に、イギリス国王ジョージ5世妃となったメアリー・オブ・テックがいる。

## 1918年以降のヴュルテンベルク家家長
ヴュルテンベルク家は現在でも続いているが、政治的活動は長い間行っていない。
| 名前            | 開始           | 終了           | 備考 |
| --------------- | -------------- | -------------- | ---- |
| ヴィルヘルム2世 | 1918年10月30日 | 1921年10月2日  |      |
| アルブレヒト    | 1921年10月2日  | 1939年10月31日 |      |
| フィリップ      | 1939年10月31日 | 1975年4月15日  |      |
| カール          | 1975年4月15日  | 2022年6月7日   |      |
| ヴィルヘルム    | 2022年6月7日   | 現在           |      |